# Trichrous pilipennis
Trichrous pilipennis là một loài bọ cánh cứng trong họ Cerambycidae.